# Pholeuon
Pholeuon es un género de escarabajos de la familia Leiodidae.

## Especies
Se reconocen las siguientes:
- Pholeuon angusticolle
- Pholeuon angustiventre
- Pholeuon comani
- Pholeuon gracile
- Pholeuon knirschi
- Pholeuon leptodirum
- Pholeuon mocsaryi